# Al-Karara
Al-Karara (arab. عبسان الكبيرة) – miasto w Autonomii Palestyńskiej (Strefa Gazy). Według danych szacunkowych na rok 2008 liczy 23 571 mieszkańców.